# L'Homme irrationnel
Pour plus de détails, voir Fiche technique et Distribution.
L'Homme irrationnel (Irrational Man) est un film américain de Woody Allen, sorti en 2015.

## Synopsis
Sur le campus d'une petite université de la côte Est des États-Unis, un professeur de philosophie à la quarantaine bedonnante, quelque peu alcoolisé et en pleine crise existentielle, redonne un sens à son existence quand il surprend un jour une conversation dans un restaurant. Il élabore le projet d'assassiner un juge qui lui paraît nuisible. Persuadé qu'aucun lien ne pourra être fait entre lui et la victime, il mène son plan à bien et retrouve la joie de vivre. Mais c'est sans compter l'intuition d'une professeure qui s'est jetée dans son lit dès son arrivée et l'intelligence d'une ravissante étudiante avec qui il entame une liaison sérieuse.

## Fiche technique
- Titre original : Irrational Man
- Titre français : L'Homme irrationnel
- Réalisation et scénario : Woody Allen
- Photographie : Darius Khondji
- Pays d'origine :  États-Unis
- Dates de sortie : 
  -  France : 15 mai 2015 (Festival de Cannes) ; 14 octobre 2015 (sortie nationale)
  -  États-Unis : 17 juillet 2015
- Durée : 94 minutes

## Distribution
- Joaquin Phoenix (VF : Boris Rehlinger) : Abe Lucas, le professeur de philosophie
- Emma Stone (VF : Elisabeth Ventura) :  Jillian « Jill » Pollard
- Parker Posey (VF : Laurence Bréhéret) : Rita Richards, une professeure
- Jamie Blackley (VF : Tony Marot) : Roy, le petit ami de Jill
- Betsey Aidem (VF : Véronique Augereau) : la mère de Jill
- Ethan Phillips (VF : Philippe Peythieu) : le père de Jill
- Robert Petkoff (en) (VF : Bruno Choël) : Paul
- Sophie von Haselberg : April
- Ben Rosenfield : ami d'April
- Susan Pourfar : Carol

## Sélection
- Festival de Cannes 2015 : sélection officielle hors compétition

## Autour du film
- Le titre du film est une référence indirecte à un ouvrage de Friedrich Nietzsche, Vérité et mensonge au sens extra-moral, dans lequel l'auteur expose ses théories sur l'homme rationnel et l'homme intuitif[1].